# Night of the Ghouls
Night of the Ghouls er en amerikansk film fra 1959, skrevet og instrueret af Edward D. Wood jr.. Den blev først vist offentligt i 1980'erne, da Wood-kultdyrkelsen var en realitet, for filmen blev oprindeligt tilbageholdt af filmstudiet på grund af ubetalte regninger fra instruktørens side.
Night of the Ghouls er en selvstændig fortsættelse til Woods film Bride of the Monster fra 1955.

## Handling
Et mystisk medium franarrer godtroende efterladte store summer af penge ved at påstå at han har kontakt med den åndelige verden og pludselig er der mere mere i natteluften end mediets løgnagtige historier.